# Holzern
Holzern je naselje v Občini Albeck v Okraju Trg na Koroškem v Avstriji.